# 叶文玲
叶文玲（1942年11月4日—），女，浙江玉环人，中华人民共和国小说家，浙江大学和浙江传媒学院教授，曾出任浙江省文联副主席、浙江省作家协会主席、浙江省茅盾文学院院长，第九届全国人大代表，第六、八、十届全国政协委员。

## 生平
1942年，叶文玲出生在浙江省玉环县楚门镇（现玉环市楚门镇），哥哥叶鹏。13岁时，叶文玲写了短篇小说《夫妻间的小风波》发表在《玉环报》副刊上，几个月之后又发表了短篇小说《七角钱》。
1957年，叶文玲考入台州市黄岩高中，由于毛泽东发起反右运动，此时在复旦大学读书的哥哥叶鹏因“苏联美学专家他讲的中国龙象征凶恶，其实中国龙的美学涵义是伟大、吉祥和喜庆。他根本不懂中国文化的内涵，不过是个萝卜而已，不需要把他当成象牙对待”而被当局判为“反苏反党”，划为“右派分子”，叶文玲受到株连，被迫退学。
叶文玲失学之后，陆续当过幼儿园教师、工厂冲压工、铣工、车间主任、生产科统计等职务，期间，被下放到河南劳动改造的哥哥叶鹏寄给她古今中外的名著，在深夜，她就偷偷阅读和写作。叶文玲写了短篇小说《我和雪梅》发表在《东海》文学月刊，后来又发表《真戏假做》、《两家亲》、《凤凰阿娇》等短篇小说。
1963月4月，叶文玲发表《春倩的心事》。
1966年，毛泽东发起文化大革命，许多老一辈作家被下放到牛棚劳动改造，叶文玲却偷偷地在自家缝纫机上写作。1973年2月，叶文玲的小说《当月计划完成的时候》发表在《文艺作品选》上。
1977年，叶文玲的小说《丹梅》、《飘雪除夕》、《年饭》发表在《人民文学》杂志上，并且受到茅盾的接见。
1979年，叶文玲的《静静的山谷》、《赴考》、《谁是“研究所所长”》发表在《解放军文艺》、《奔流》等刊物上。同时，叶文玲加入了中国作家协会，调入河南省文联。
1980年，叶文玲的小说《心香》、《藤椅》、《毋忘草》发表，荣获全国短篇小说奖、《当代杂志》荣誉奖。
1986年，叶文玲搬回杭州市，分配到浙江省作家协会。
1990年，叶文玲担任浙江省文联副主席。1992年，叶文玲担任浙江省作家协会主席和茅盾文学院院长。
1983年起，叶文玲陆续担任中华人民共和国第6、7、8、9届全国政协委员。
1990年代起，叶文玲写了《无尽人生》（《无梦谷》、《无桅船》、《无忧树》）三部曲。1995年，叶文玲荣获美国纽约国际文化艺术中心“中国文学创作杰出成就奖”。
1997年，叶文玲荣获“鲁迅文艺奖突出成就奖”。
2012年，“文玲书院”在浙江省台州市开馆。

## 作品

### 短篇小说
- 《夫妻间的小风波》
- 《我和雪梅》
- 《真戏假做》
- 《两家亲》
- 《凤凰阿娇》
- 《春倩的心事》
- 《当月计划完成的时候》
- 《丹梅》
- 《飘雪除夕》
- 《年饭》
- 《静静的山谷》
- 《赴考》
- 《谁是“研究所所长”》
- 《心香》
- 《藤椅》
- 《毋忘草》

### 长篇小说
- 《无梦谷》
- 《无桅船》
- 《无忧树》

## 家庭
1962年，叶文玲和山东青岛人王克起在河南省内乡县结婚，王克起是其哥哥叶鹏的好友和复旦大学的同窗，王克起曾替叶鹏蒙难仗义执言结果被发配到河南南阳市内乡县中学教书。

## 奖项
- 1980年，全国短篇小说奖和《当代杂志》荣誉奖，《心香》、《藤椅》、《毋忘草》
- 1995年，美国纽约国际文化艺术中心“中国文学创作杰出成就奖”
- 1997年，鲁迅文艺奖突出成就奖